# مسجد ومرقد محمد المحروق
مسجد محمد المحروق من أبرز مساجد خراسان بعد الروضة الرضوية و مع مسجد قدمكاه من أشهر معالم وأضرحة في نيسابور. سميت بـ«محمد المحروق» و قبره تحت قبة مسجد یزار عند الشيعة. أعيد بناءه بید طهماسب الأول.